# 書籍小包
書籍小包（しょせきこづつみ）は、郵政省（当時）により、1966年に新設された、低廉な料金で書籍を郵送していたサービス。1998年9月1日よりカタログ小包と統合され冊子小包（ゆうメール 参照）となっている。
なお、2007年10月の郵政公社民営化により、小包郵便物は、制度上郵便物から宅配便貨物となったため、「小包」という総称は国内物流に限っては制度として使用されなくなり、「ゆうメール」と名称変更された。